# 세인트빈센트 그레나딘의 국장

세인트빈센트 그레나딘의 국장

세인트빈센트 그레나딘의 국장은 영국의 식민지 시절이었던 1912년에 제정되었다.
금색 테를 두른 방패 안에는 초록색 잔디 위에 고대 로마의 파란색 드레스를 입은 두 명의 여자가 그려져 있는데 왼쪽의 여자는 올리브 가지를 들고 있으며 오른쪽의 여자는 제단 앞에서 무릎을 구부린 채로 있다.
방패 위쪽에는 화관이 올려져 있으며 화관 위에는 목화가 그려져 있다. 방패 뒤쪽에는 초록색 나뭇가지가 그려져 있다.
방패 아래쪽에 있는 리본에는 세인트빈센트 그레나딘의 나라 표어인 "평화와 정의"("Pax Et Justitia")가 라틴어로 쓰여져 있다.